# Boeman (Harry Potter)
Een Boeman (Engels: Boggart) is een wezen uit de Harry Potter-boekenreeks van de Britse schrijfster Joanne Rowling.

## Kenmerken
Een Boeman neemt de vorm en de eigenschappen aan van datgene wat de persoon die tegenover hem staat het engst vindt. Iedereen ziet iets anders als Boeman, zoals een bepaald persoon, een feeks, een mummie of een spin. Aangezien een Boeman alleen een vorm aanneemt als er iemand in de buurt is, is het niet bekend hoe een Boeman eruitziet als er niemand in de buurt is. In het geval van Harry Potter neemt de Boeman de vorm van een Dementor aan.
De Boeman leeft graag op donkere knusse plaatsen, zoals in een kastje, onder een bed of in een holle boom. Als hij eruit springt, doordat zijn woonplaats wordt opengemaakt, neemt hij gelijk de vorm aan van datgene wat de persoon die in de buurt is de grootste angst inboezemt.

## Verdedigen en vernietigen
In Harry Potter en de Gevangene van Azkaban leert Professor Lupos tijdens een les in Verweer Tegen de Zwarte Kunsten hoe men zich moet verdedigen tegen een Boeman. De spreuk om een Boeman te verdrijven is Ridiculus. Terwijl iemand deze spreuk uitspreekt, moet hij denken aan iets dat hem aan het lachen maakt en de Boeman zo dwingen om een vorm aan te nemen die hij grappig vindt. Gelach is voor een Boeman namelijk fataal. Wanneer de Boeman al verzwakt is, kan men hem met deze spreuk vernietigen.

## Personages en hun Boemannen
| Personage         | Uiterlijk Boeman                                                      |
| ----------------- | --------------------------------------------------------------------- |
| Harry Potter      | Dementor                                                              |
| Ron Wemel         | Enorme spin                                                           |
| Hermelien Griffel | Professor Anderling die zegt dat ze voor alles is gezakt              |
| Marcel Lubbermans | Professor Sneep                                                       |
| Remus Lupos       | Volle maan (hij is een weerwolf)                                      |
| Molly Wemel       | De dode lichamen van haar geliefden                                   |
| Parvati Patil     | Een bebloede, in windsels gehulde mummie (In de film een grote slang) |
| Simon Filister    | Een feeks                                                             |
| Daan Tomas        | Een afgehakte hand                                                    |
| Heer Voldemort    | Zijn eigen lijk                                                       |
| Albus Perkamentus | Het lijk van zijn dode zusje Ariana                                   |